# Medinella flavofemorata
Medinella flavofemorata là một loài ruồi trong họ Tachinidae.